# François-Louis Milliet
Pour les articles homonymes, voir Milliet.
François-Louis Milliet, né le 18 août 1781 à Chavornay et mort le 27 décembre 1846 à Orbe, est un juge et une personnalité politique suisse.

## Biographie
De confession protestante, originaire d'Orbe et de Chavornay, François-Louis Milliet est le fils de François Milliet, châtelain de Bavois et curial de Chavornay, et d'Elisabeth Vallotton. Il épouse en 1811 Isabelle Constançon. Il est juge d'appel de 1815 à 1824 et de 1831 à 1837.

### Parcours politique
François-Louis Milliet est député au Grand Conseil vaudois de 1817 à 1831, ainsi qu'à la Diète fédérale en 1824. Il est Conseiller d'État de 1824 à 1831. Conservateur, actif dans les débats, il y défend le pouvoir de l'État contre l'Église, propose qu'un cens soit demandé pour l'admission aux assemblées électorales et s'élève contre le projet de nouvelle constitution vaudoise. Non réélu au Conseil d'État en août 1831, il refuse sa réélection au Grand Conseil,.